# Questionário da estrutura do temperamento
O Questionário da estrutura do temperamento (em inglês, structure of temperament questionnaire; STQ) é um teste para medir 12 traços de diferenças individuais com base biológica e neuroquímica.

## Propósito e formato
O Questionário da estrutura do temperamento (STQ) é um questionário de autoavaliação (versões para adultos) ou administrado por observadores (para crianças), medindo 12 características de comportamento baseadas na biologia e neuroquímica. Essas características são os aspectos mais consistentes do comportamento de um indivíduo ao longo de sua vida útil e são relativamente independentes do conteúdo da situação. Inicialmente, todas as versões do STQ foram validadas em amostras de adultos e foram projetadas para fins de psicologia organizacional, educacional e clínica. Agora, existem versões do STQ para crianças, tanto para a versão curto e compacto do STQ, para administração por observadores e responsáveis pela criança. Os itens em todas as versões do STQ são apresentados na forma de afirmações, com as respostas seguindo o formato da escala Likert: "discordo totalmente (1)," "discordo (2)," "concordo (3)", "concordo totalmente (4)".

## Base experimental dos modelos STQ
O STQ é baseado na tradição da Europa Oriental de experimentos que investigam os tipos e propriedades dos sistemas nervosos. Essa tradição é a mais longa (110 anos) entre todas as tradições de pesquisa científica a respeito do temperamento. Essa linha iniciou com extensas experiências em várias espécies de mamíferos e depois continuou com adultos e crianças humanos no Instituto Pavloviano de Atividade Nervosa Mais Alta (Pavlov, 1941, 1957). Em seguida, continuou no Laboratório de Psicofisiologia Diferencial e Psicologia Diferencial (Instituto de Psicologia da Academia Russa de Ciências), supervisionado por Boris Teplov (1963), depois Vladimir Nebylitsyn (1972) e, em seguida, Vladimir Rusalov. O STQ possui várias versões, baseadas em dois modelos de estrutura de temperamento: o modelo de Rusalov e o modelo de Trofimova. Todas as versões do STQ são baseadas na abordagem específica da atividade na pesquisa de temperamento. Essa abordagem diferencia traços relacionados a três aspectos do comportamento: o aspecto social-verbal, físico e mental. Todos os modelos e todas as versões modernas do STQ possuem 12 escalas de temperamento.

### Versões de rusalov do STQ
Existem duas versões do Questionário da Estrutura de Temperamento baseadas no modelo de Rusalov: o STQ estendido (STQ-150) e o STQ curto (STQ-26). Ambas as versões usam 12 escalas, agrupadas por 3 tipos atividades e 4 aspectos formal-dinâmicos das atividades e uma escala de validade:

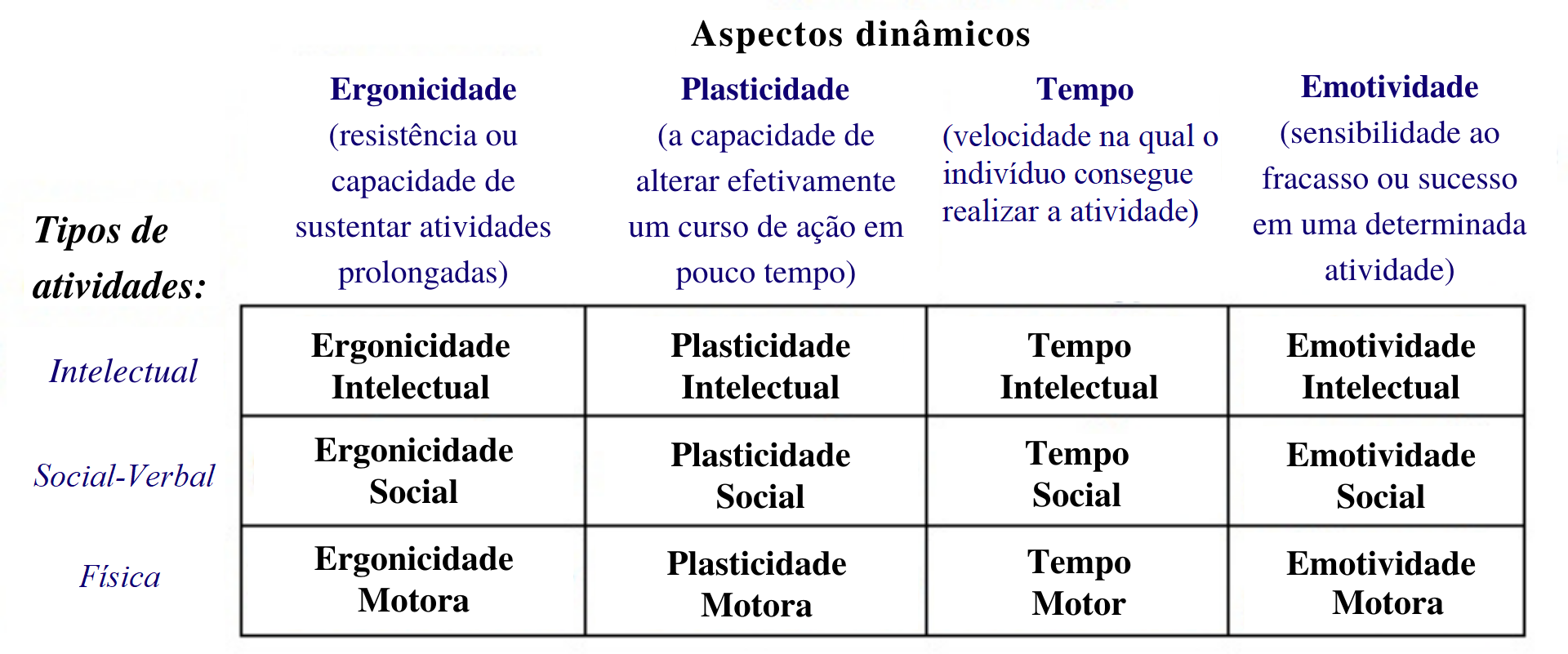
Modelo da estrutura do temperamento de Vladimir Rusalov

O STQ estendido é um Questionário de auto avaliação de 150 itens com 144 itens atribuídos a 12 escalas de temperamento (12 itens cada), 1 escala de validade (6 itens) e 6 índices, que combinam essas escalas. Os valores em cada uma das escalas de temperamento variam entre 12 e 48. A escala de validade é projetada para medir uma tendência de desejabilidade social. O valor nessa escala varia de 6 e 24, e protocolos com pontuação maior que 17 nessa escala são considerados inválidos. O teste com o STQ-150 leva 30 minutos.
Houve também uma versão inicial do modelo de Rusalov, STQ-105, que utilizou os mesmos itens e escalas como as 8 escalas da versão STQ-150 (estendida), com a exceção das três escalas relacionadas com os aspectos intelectuais das atividades (Ergonicidade Intelectual, Plasticidade Intelectual, Tempo Intelectual, Emocionalidade Intelectual). Rusalov atualizou seu modelo para 12 (4 x 3) componentes implementados em seu STQ estendido em meados dos anos 90.
A versão de Rusalov do STQ mede 12 características relacionadas a 4 aspectos do comportamento (ergonicidade (resistência), plasticidade, tempo e emocionalidade), agrupados por três aspectos do comportamento: físico-motor, social-verbal e intelectual. Esse modelo foi incorporado no Questionário de Estrutura de Temperamento estendido. A análise fatorial dos dados coletados nas amostras russa, australiana, americana, canadense, urdu-canadense, polonesa-canadense e chinesa confirmou uma separação entre os fatores relacionados a esses três aspectos do comportamento.
A administração do STQ estendido na prática consumia bastante tempo, portanto Rusalov e Trofimova concordaram em desenvolver versões mais curtas e compactas do STQ, que seriam mais adequadas para fins de triagem em contextos clínicos, organizacionais, vocacionais e educacionais. Os itens com as maiores correlações item-total foram selecionados para essas versões. Rusalov desenvolveu a versão curta do STQ e Trofimova desenvolveu a versão compacta do STQ (STQ-77). O STQ curto (STQ-26) é composto por 2 de 12 itens em cada escala do STQ estendido, incluindo a escala de validade. Esta versão foi adaptada para a avaliação de adultos, adolescentes, e crianças e fase escolar e pré-escolar.

### Versão compacta do STQ (STQ-77)
Durante os estudos sobre as propriedades psicométricas do STQ estendido e sobre os itens mais válidos para a versão compacta do STQ, Trofimova sugeriu uma estrutura alternativa de temperamento, chegando na estrutura da versão compacta do STQ (STQ-77). O STQ-77 consiste em 12 escalas de temperamento (6 itens cada) e uma escala de validade (5 itens), ou seja, no total de 77 itens. O STQ-77 possui versões para adultos e várias versões piloto da infância. O teste com o STQ-77 leva 12 a 15 minutos.
O STQ-77 organiza as dimensões do temperamento em grupos funcionais de maneira diferente do STQ-150 (compare figuras 1 e 2). Contudo, de forma similar ao STQ-150 de Rusalov, o STQ-77 também diferencia entre os traços que regulam os aspectos físico-motor, social-verbal e probabilístico-mental do comportamento.
As diferenças entre os modelos de temperamento de Trofimova e Rusalov (e as estruturas de suas versões do STQ) são as seguintes:
- O agrupamento de traços de temperamento por 3 aspectos dinâmicos (resistência; velocidade de integração de ações; e orientação), apresentados em três colunas na figura 2;
- A presença de características relacionadas à orientação no modelo de Trofimova que não foram incluídas no modelo de Rusalov. Essas características descrevem três tipos de orientação comportamental de uma pessoa com preferências a tipos específicos de reforçadores: sensações (busca de sensações), estado de outras pessoas (empatia) ou conhecimento sobre causas de processos naturais (uma característica denominada sensibilidade às probabilidades).
- Uma estrutura diferente dos traços relacionados à emocionalidade. O conjunto funcional do temperamento (Functional Ensemble of Temperament; FET) considera os traços de emocionalidade como sistemas que amplificam três aspectos dinâmicos do comportamento apresentados nas três colunas do modelo. A amplificação dos aspectos de orientação acarreta na característica do neuroticismo; a amplificação da velocidade da integração (isto é, a integração imatura) acarreta na impulsividade e a amplificação do sentimento subjetivo das capacidades energéticas emerge na característica de autoconfiança.

O STQ-77 é, portanto, parcialmente baseado no modelo do STQ-150 de Rusalov, mas também no trabalho de Luria, que de forma semelhante ao Conjunto Funcional de Temperamento (FET), descreve a funcionalidade de três sistemas neurofisiológicos que regulamenta o comportamento do ser humano: o "bloco sensorial-informacional", o "bloco de programação", e "bloco energético". O rearranjo das escalas STQ nas escalas STQ-77 também foi baseado na análise de pontos em comum entre os principais modelos europeus e americanos de temperamento e nas últimas descobertas em neurofisiologia e neuroquímica. O suporte para a arquitetura do STQ-77 foi recentemente reforçado pela revisão em pesquisa na área de neuroquímica, resultando no desenvolvimento de um modelo neuroquímico chamado Conjunto Funcional de Temperamento (FET), que mapeia uma interação entre os principais sistemas de neurotransmissores e características do temperamento.

### Descrição das escalas de temperamento do STQ-77
- Sustentação Mental, ou Atenção (ERI): a capacidade de manter o foco em aspectos selecionados de um objeto, com supressão da reatividade comportamental a outros recursos.
- Sustentação Física-Motora (ERM): a capacidade de um indivíduo de sustentar atividade física prolongada usando elementos comportamentais bem definidos.
- Sustentação Sócio-Verbal (sociabilidade; ERS): a capacidade de um indivíduo de sustentar atividades sócio-verbais prolongadas usando elementos comportamentais bem definidos
- Plasticidade (PL): capacidade de se adaptar rapidamente a mudanças nas situações, alterar o programa de ação e alternar entre diferentes tarefas.
- Tempo Físico-Motor (TMM): velocidade de integração de manipulações físicas de objetos de acordo com scripts de ações predefinidos.
- Tempo Sócio-Verbal (TMS): a velocidade de fala preferida e a capacidade de entender uma fala rápida sobre tópicos conhecidos, além de velocidade de leitura e ordenação de material verbal conhecido.
- Sensibilidade às Probabilidades (PRO): o ímpeto de coletar informações sobre a singularidade, frequência e valores de objetos/eventos, com o fim de diferenciar suas características específicas e projetar essas características em ações futuras.
- Busca por Sensação (SS): orientação comportamental para objetos/eventos sensacionais bem definidos, assim como a subestimação dos resultados de comportamentos de risco.
- Empatia (EMP): orientação comportamental para os estados/necessidades emocionais de outras pessoas (variando do extremo da surdez empática nos transtornos do autismo e esquizofrenia até o desenvolvimento dependência social no outro extremo)
- Neuroticismo (NEU): Tendência a evitar novidades, situações imprevisíveis e incertezas. Preferência a cenários e pessoas conhecidas em detrimento a cenários desconhecidos, além da necessidade de aprovação e feedback das pessoas ao redor.
- Impulsividade (IMP): iniciação de ações baseadas na reatividade emocional imediata, e não por planejamento ou raciocínio analítico.
- Autoconfiança (SLF): Uma sensação de segurança, dominância, auto-estima e, em muitos casos, prerrogativa da apreciação dos outros (entitlement). Apesar do otimismo sobre os resultados de suas atividades, o respondente pode ser negligente com detalhes.

## Versões em outros idiomas e validação

### Histórico de validação do STQ-105 e STQ-150
A versão estendida (STQ-150) foi adaptada para cinco idiomas: inglês, russo, chinês, polonês e urdu.
Evidências para validação de construto, validação concorrente e discriminatória do STQ-105 e STQ-150 foram demonstradas através de correlações significativas com as seguintes medidas:
- Impacto do álcool[16]
- Sensibilidade auditiva e visual[1]
- Atenção auditiva

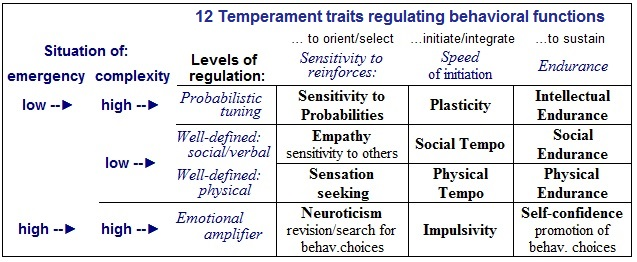
Modelo de Trofimova: Questionário de Estrutura de Temperamento - Compact, STQ-77 ("Conjunto Funcional de Temperamento")

- Modelo dos 5 fatores de personalidade (NEO-PI)[17][18][19]
- Brain evoked potentials[20]
- Teste de fatores de personalidade de Cattell 16 (16PF)[21][22][23][24]
- Medidas de complexidade cognitiva[25][26]
- Nível de aspiração de Dembo-Hoppe
- Escala de experiências dissociativas[27][28]
- DOTS-R (teste de temperamento)
- Dados de EEG[29][30][31][32]
- Questionário de Personalidade Eysenck (EPQ)[4][33]
- Teste de QI de Gotshield[34]
- Teste de relações interpessoais Liri[35]
- Motivação nas realizações / técnica de aspiração[36]
- Medida da motivação das escolhas profissionais[37]
- Reação motora a estímulos auditivos e rigidez motora
- Pesquisa Temperamental Pavloviana (PTS)[38][39][40][41]
- Velocidade e flexibilidade de leitura
- Escala de adaptabilidade de Rogers
- Teste de Rosenzveig
- Escala do Locus de controle do rotter (LOC)
- Medidas de auto-regulação e nível de satisfação
- Notas da escola / faculdade
- Teste escolar de desenvolvimento intelectual (DST)
- Teste de QI de Shepard
- Velocidade do processamento verbal
- Inventário de Ansiedade Traço-Estado (STAI) de Spielberg[42][43]
- Estudos psicogenéticos[44][45][46]
- Escala de ansiedade manifestada de Taylor (MAS)
- Thomas & Chess adaptou o teste de temperamento[47]
- Teste não-verbal de Torrance do pensamento criativo[48]
- Tarefas verbais.[49][50][51][52][53]
- Teste de QI de Wechsler (WAIS)[54]
- 25 medidas de mobilidade e plasticidade

### Estrutura fatorial do STQ-150
A análise fatorial da versão russa do STQ-150 mostrou consistentemente a existência de quatro fatores: Atividade física-motora (que inclui ergonicidade motora, plasticidade motora, tempo motor), Atividade social-verbal (que inclui ergonicidade social, plasticidade social, ritmo social), Atividade intelectual (que inclui ergonicidade intelectual, plasticidade intelectual, andamento intelectual) e Emocionalidade (3 escalas de emocionalidade).
A administração da versão em inglês do STQ para amostras americanas, australianas e canadenses mostrou que a estrutura fatorial desta versão é semelhante à versão em russo e que a versão em inglês possui boa fiabilidade e consistência interna.
As versões chinesa (STQ-C), urdu (STQ-U) e polonesa (STQ-P) estendida do STQ, administradas entre as populações correspondentes, apresentaram coeficientes de confiabilidade na faixa de 0,70-0,86; correlações item-total na faixa de 0,42- 0,73; e todas as versões demonstraram estruturas fatoriais robustas semelhantes às da versão original.

### Validação do STQ-77
A versão Compact (STQ-77) foi adaptada para três idiomas: inglês, russo e chinês. Além disso, evidências para validação de construto, validade concorrente e discriminatória do STQ-77 foram demonstradas por correlações significativas com as seguintes medidas:
- Inventário de Ansiedade de Beck (BAI)[56]
- Depressão maior comórbida e sintomas de ansiedade generalizada[57][58]
- Teste de personalidade de cinco fatores (NEO-FFI)[11]
- Sintomas de ansiedade generalizada
- Inventário de Depressão de Hamilton (IDH)[59]
- notas do ensino médio[12]
- I7 Impulsiveness Questionnaire (Eysenck, S. et al., 1985) (I-7)
- Sintomas de depressão maior
- Motivação na escala de nível de realização/aspiração[10][13]
- Pesquisa Temperamental Pavloviana (PTS)
- Inventário de avaliação de personalidade[60]
- Locus do rotter da escala de controle
- velocidade de desempenho em atividades mentais
- velocidade do processamento verbal[53]
- Inventário de Ansiedade Traço-Estado (STAI)
- Lista de verificação de sintomas (SCL-90)
- Tarefas de classificação verbal
- Escalas de busca de sensações de Zuckerman (SSS)

Estudos de validação clínica conduzidos com o uso do STQ-77 mostraram que suas escalas correspondem à estrutura dos sintomas de transtornos mentais descritos nas principais classificações DSM-V, CDI muito melhor do que outros modelos de temperamento, e são capazes de diferenciar entre ansiedade e depressão.
A validação da estrutura do STQ-77 foi bem-sucedida na comparação com os principais achados da neuroquímica. Como resultado dessa comparação, as escalas do STQ-77 foram ligadas às interações do conjunto entre os principais sistemas de neurotransmissores (apresentado como um modelo neuroquímico chamado Conjunto Funcional de Temperamento).

### Estrutura fatorial do STQ-77
A análise fatorial confirmatória do STQ compacto (STQ-77) usando dados de uma amostra canadense mostra um ajuste satisfatório do modelo específico de atividade STQ de 4 fatores tradicional, agrupando as escalas aos fatores de atividade motora, social, intelectual e emocional, e apresentando 2 resíduos correlacionados (da nova escala de Sensibilidade a Sensações a Impulsividade e Neuroticismo) com o CFI> 0,90, RMSEA <0,07 e RMSR <0,06.
O STQ-77 organiza as dimensões do temperamento em 12 componentes, diferentemente do que é feito no STQ-150 (veja e compare duas figuras). A estrutura do STQ-77 baseia-se em biomarcadores neuroquímicos verificados e expande uma estrutura preliminar de 4 fatores, derivada de análise fatorial. Tal como o STQ-150 de Rusalov, o STQ-77 diferencia entre os traços que regulam os aspectos motor-físico, social-verbal e probabilístico-mental do comportamento.

### Versões em outras línguas
A partir de 2017, o STQ-77 é oferecido gratuitamente para uso não comercial (pesquisa e testes pessoais) em 21 idiomas: chinês simplificado, chinês tradicional, holandês, inglês, estoniano, finlandês, francês, italiano, hebraico, hindu, coreano, japonês, norueguês, sueco, alemão, polonês, português, russo, sérvio, espanhol e urdu. Existem versões para triagem do temperamento infantil em inglês e russo para as idades de 0 a 3, 4 a 7, 8 a 11 e 12 a 16 anos, disponíveis gratuitamente no site dos desenvolvedores de teste. Existem também várias versões para crianças em outros idiomas.
Uma bateria de testes comportamentais, de acordo com os 12 componentes do STQ-77/FET, foi desenvolvida para adultos e grupos de 12 a 15 anos em inglês, russo e português, em colaboração com Michael Araki (Brasil). As baterias de teste comportamental são projetadas para testes individuais e em grupo (turmas).
O STQ-150 estendido foi adaptado em 6 idiomas: inglês (usando amostras dos EUA, australiano e canadense), chinês simplificado, russo, polonês, urdu e alemão. O STQ-150 possui uma estrutura de escala antiga e menos eficiente em comparação com o STQ-77 e, portanto, não é recomendado para outras traduções.

## Ligações Externas
Questionário da Estrutura do Temperamento (página em inglês)